# Pedro da Mata Machado
Pedro da Mata Machado (Diamantina, 28 de janeiro de 1865 — Belo Horizonte, 1944) foi um advogado, jornalista e político brasileiro. Foi senador estadual por Minas Gerais e deputado federal em quatro mandatos, sendo um deles como deputado federal constituinte por Minas Gerais em 1934. Defendeu o desenvolvimento da agricultura em sua atuação como parlamentar.

## Biografia
Natural de Diamantina, em Minas Gerais, Pedro da Mata Machado é filho de João da Mata Machado e Amélia Senhorinha Caldeira da Mata. Iniciou seus estudos em sua cidade natal e concluiu o curso preparatório no município de Ouro Preto, também em Minas Gerais. Em seguida, estudou na Faculdade de Direito de São Paulo, hoje integrante da Universidade de São Paulo (USP). De volta a Minas Gerais, foi nomeado promotor de justiça.
Depois de se filiar ao Partido Republicano Mineiro (PRP), Pedro da Mata Machado se elegeu presidente da intendência de Diamantina, que equivalia à prefeitura do município. No entanto, acabou renunciando ao cargo devido a conflitos com outros políticos locais. Em 1907, foi eleito senador estadual e exerceu o cargo até 1912, ano em que, em junho, foi eleito deputado federal pela primeira vez em mandato que durou até 1914. No ano seguinte, foi novamente eleito senador estadual e ocupou o cargo até 1919, ano em que foi novamente eleito deputado federal. Seu mandato durou até 1920.
Após o fim de seu segundo mandato como deputado federal, Pedro da Mata Machado se afastou das atividades políticas e só as retomou após a Revolução de 1930, ano em que integrou, por nomeação, o Conselho Consultivo do Estado de Minas Gerais. Três anos depois, em maio de 1933, foi eleito deputado federal pela terceira vez, desta vez para a Assembleia Constituinte de 1934, pelo Partido Progressista de Minas Gerais.
Em 1935, foi reeleito deputado federal em mandato que durou até novembro de 1937, quando o golpe do Estado Novo, que manteve Getúlio Vargas no poder, suprimiu os órgãos do poder legislativo brasileiro.

Como jornalista, Pedro da Mata Machado, ainda estudante de Direito, atuou como redator-chefe no jornal Liberal Acadêmico. Fundou também os veículos Cidade de Diamantina e Idéia Nova, além de ter colaborado com diversos órgãos da imprensa de Minas Gerais. Foi também professor da Faculdade de Direito da Universidade de Minas Gerais.